# Yetzer hara
Dans le judaïsme, le yetzer hara (hébreu : יֵצֶר הַרַע, romanisé : yēṣer haraʿ) est un terme désignant l'inclination congénitale de l'homme à faire le mal. Le terme est tiré de l'expression « l'inclination du cœur de l'homme est mauvaise » (hébreu biblique : יֵצֶר לֵב הָאָדָם רַע, romanisé : yetzer lev-ha-adam ra), qui apparaît deux fois au début de la Torah (Genèse 6:5 et Genèse 8:21).

« Il existe trois tentations de Yetzer hara : 1. qu’une personne n’étudie pas la Torah. 2. Si l'on n'y parvient pas, qu'au moins on étudie la Torah sans “crainte de Dieu”, afin que sans un “entrepôt” elle ne puisse être préservée. 3. Si l’on construit un “entrepôt”, il faut le faire de manière permanente, afin qu’il reste vide de Torah. C’est pourquoi la Mishna dit trois choses en conséquence. 1. Vous-mêmes devez étudier la Torah. 2. Vos étudiants doivent également étudier et ne pas écouter les tentations du Yetzer Hara de ne pas étudier. 3. Protégez la Torah avec la “crainte de Dieu” »

— Ruah Hayim - Pirkei Avot

## Hassidout
« Soyez préoccupé de faire le bien… et le mal diminuera automatiquement »

— Nahman de Breslev
Rebbe Nahman de Breslev avait l'habitude de dire : jugez tout le monde du côté positif. Il a ensuite déclaré qu'il était du devoir de chacun de rejeter les mauvaises pensées. En tant que leader, un Rabbi doit être capable de dialoguer et d'engager des discussions avec quiconque le souhaite : c'est vrai... lui, ainsi que Reb Noson, ont eu de nombreux adversaires, se joignant ainsi dans de nombreux cas à eux en devenant hassidim, dans d'autres les honorant de kavod, établissant finalement une relation dialectique mais après avoir reconnu leur grandeur. Ce fait s'est produit avec les Mitnagdim et avec la Haskalah, d'abord contre les 'Hassidim.

Il est vrai que le mal inhérent aussi à un seul individu peut aggraver une condition déjà précaire et, dans le cas de l'esprit ou des facultés intellectuelles, alors la bonté du service à Dieu serait également compromise ; les Hassidim savaient déjà à l'aube du Hassidisme que le mal pouvait prendre racine au point d'affecter tout le peuple : on l'étudie dès la petite enfance dans les écoles juives ou dans les Yeshivot, comme dans le cas de Coré contre Aaron ou dans l'histoire hassidique de l'ermite maléfique dont les gens du commun parleront plus tard, loin de lui, de scorpions, d'araignées et de toutes sortes de sorcellerie qui restaient de la mémoire à son sujet. La solitude est une vertu dans le judaïsme et dans la hassidout, mais un ermite comme celui-là avait des répercussions néfastes sur quiconque s'approchait de lui : le mal est dans le hassidisme d'aujourd'hui presque personnifié comme quelque chose qui doit être vaincu après avoir lutté contre ses tentations :

« En tant que juifs, nous menons une bataille constante contre notre mauvais penchant (yetzer hara). En fait, notre but même dans ce monde physique et terrestre est de triompher finalement de cette bataille principale. Cela se fait par l'observance constante de la Torah et des mitsvot. Notre récompense ultime pour avoir persévéré dans cette bataille est la rédemption finale, un temps où il n’y aura plus de batailles, un temps où le monde sera enfin en paix. »

 Un fait demeure : l’un des objectifs du Juif religieux est le bien… mais à tout moment, à la fois dans la pensée, et donc dans l’âme, comme dans les Mitsvot, c’est-à-dire dans « l’action ». Une fin, le bien, elle doit être recherchée et vécue dans chaque Mitzvah en plus d’être une valeur intrinsèque à l’âme, elle fait donc partie intégrante de son existence : c’est le Yetzer ha-Tov, communément traduit par « inclination au bien ».
« « Sache ce qui est au-dessus de toi. » « Sache que ce qui est au-dessus vient de toi. Et qu’est-ce qui est au-dessus ? Ézéchiel dit : « Sur la forme du trône se trouve au-dessus de lui une forme ayant la forme d’un homme. » Comment peut-on dire cela de Dieu ? Il est aussi écrit : « À qui voulez-vous ressembler, comparer et égaler, pour que je lui ressemble ? » Mais il en est ainsi, la forme ayant la forme d’un homme est nôtre. C’est la forme que nous formons avec le service de notre cœur véritable. Avec elle, nous créons une forme humaine pour notre Créateur, pour celui qui n’a ni image ni ressemblance, pour lui-même, béni soit son nom. Quand on fait preuve de compassion et qu’on offre une aide aimante, on contribue à former la main droite de Dieu. Et quand on fait la guerre sainte et qu'on repousse le mal, on travaille à la gauche de Dieu. Celui qui est au-dessus du trône est fait par toi. » »
Son opposé est le Yetzer ha-ra, c'est-à-dire le mal ou « l'instinct pervers », car dans le Christianisme il s'agit de la tentation. En effet, le Yetzer ha-ra est présent chez presque tous les êtres humains depuis l'origine de la Création à cause du péché originel, un concept largement discuté dans la Kabbale juive. Le hassidisme en a alors fait une question radicale jusqu'à devenir un impératif moral dans l'obligation religieuse de « conquérir et vaincre définitivement le Yetzer ha-ra » ; le bien est donc, avec la joie et le devoir religieux, un facteur concomitant de la religiosité et de son degré de dévotion : plus le véritable « attachement à Dieu », la Devekut, est grand, plus l'influence bénéfique de Dieu, précisément du Père Miséricordieux, est grande. A cet égard, les 13 attributs de la Miséricorde divine se réfèrent aux mérites de l'homme, c'est seulement pour les châtiments que l'aspect de la rigueur prévaut (en hébreu Ghevurah).

Les Hassidim ont déjà discuté de la question de savoir si le Yetzer ha-ra est présent dès la petite enfance, après la naissance : dans le judaïsme, la Bar Mitzvah consacre également la conscience de la différence théologique entre le bien et le mal. L’enfant ne présente pas encore le Yetser ha-ra, il en est pratiquement dépourvu… et pourtant il existe des formes de « rébellion » aussi à un « âge tendre » au point de conduire certains Rabbins de l’époque moderne actuelle à affirmer que les enfants sont soit tous Yetser ha-Tov soit « presque tous Yetser ha-ra » car « Nefesh bahamit » (« âme animale ») fait partie du corps dès la naissance ce qui laisse planer le doute sur la question puisque la figure théologico-mystique du Tsaddik reste un fondement de la Hassidout : 

« Rabbi Pinḥas, entrant un jour à l'école, vit que les étudiants, engagés dans un discours passionné, étaient surpris à son arrivée. Il demanda : « De quoi parlez-vous ? » « Rabbi », dirent-ils, « nous parlons de notre inquiétude que le mauvais instinct nous poursuive. » « Ne vous inquiétez pas », répondit-il, « vous n'êtes pas encore arrivés assez haut pour qu'il vous poursuive ; d'abord tu courras après lui.» »

Ainsi l'âme de base (Nefesh) est présente à la naissance mais elle peut être divine avec la Torah et les Mitzvot ; après cela, un juif peut aussi avoir Rouah, Neshamah et Hayah ainsi avec les âmes Yechidah :

« L'âme animale gravite naturellement vers ce qu'elle perçoit comme agréable et gratifiant. En tant qu'êtres physiques, nos plaisirs par défaut sont physiques, et souvent de la variété interdite. Il est de notre devoir de reprogrammer l’âme animale, de lui apprendre que s’il est bien de satisfaire ses désirs égoïstes, elle devrait désirer ce qui est infiniment meilleur et plus doux que tout ce que ce monde peut offrir, à savoir une connexion avec Dieu. »

Cependant, alors que le bien vient directement de Dieu dans les voies de la grâce et de la miséricorde selon la bonté divine, le mal a été créé par Dieu, il a été ajouté ; par exemple, la douleur ou la souffrance auraient dû initialement être des tests pour le Tsaddik. Quant à « la possibilité de choisir », la ‘Hassidout et le judaïsme considèrent généralement la possibilité ou non d’accomplir les Mitsvot et non celle du risque de se faire du mal, de faire du mal à quelqu’un ou en tout cas de causer volontairement un dommage : cela signifie que la théologie juive ne considère pas le mal comme faisant partie de l’être juif, en dehors de la souffrance, mais la Techouva inclut la repentance pour les erreurs dans l’accomplissement des préceptes, souvent involontaires ou dues à un cas de force majeure.

### L’âme divine contre la tentation
Le péché, c'est-à-dire le Yetzer hara, peut s'enraciner définitivement chez le pécheur « comme une ancre » : au début, la tentation semble être quelque chose qui peut être contrôlé mais, en cédant à la luxure et donc en étant piégé dans le mal, ce qui est d'abord seulement l'indulgence dans le péché en essayant continuellement de justifier la transgression en croyant illusoirement que cela est correct, à la fin cela devient une partie de soi jusqu'à ce qu'on ne puisse plus y échapper ; complètement immergé dans le péché, une telle folie conduit le pécheur à prendre plaisir au mal, comme le dit le Baal Shem Tov : "... parce qu'il y a aussi ceux qui tombent et ne se relèvent plus, ils y restent !"
La bataille contre le Yetzer hara, pour ceux qui sont sur le bon chemin, consiste en l'élévation de l'âme la plus basse « Nefesh », celle directement reliée aux ressources vitales du corps : cela signifie la diviniser, la sanctifier, et cela ne peut se produire qu'avec le service religieux de la Avodah avec l'observance des Mitsvot, avec l'étude de la Torah et avec les actes miséricordieux de Gemilut Hasadim.
Dans le judaïsme, la sainteté s'imprime dans tous les domaines de la vie, tant dans la pensée, dans la parole que dans l'action : et cela conduit à la bonté, à la joie, à l'amour et au devoir religieux (Tanya). Malheureusement, ces trois domaines peuvent être contaminés par le mal chez le pécheur précisément à travers le Yetzer hara, ce qui donne lieu à la damnation, au “chaos moral” et finalement à un éloignement complet de la vérité.

## Kabbale
Dans la Kabbale, le mal surgit créé par la rupture des vases (Chevirat haKelim et Tikkoun Olam) qui ne pouvaient contenir la lumière divine : ce fut la première imperfection depuis le début, avant le temps de « l'œuvre de la Création ».
Par la suite, Adam transgressa alors le premier commandement divin avec le péché originel ; de même, la Kabbale exprime la propagation du premier péché avec « la contamination du venin du serpent », qui fut notamment maudit et qui, dans la Kabbale encore, fut frappé surtout dans le corps atteint de « lèpre » pour laquelle cet animal change de peau : cette punition est due au Lashon hara, c'est-à-dire à la calomnie contre Dieu perpétrée par le serpent :

« Mais à la résurrection, l'esprit tentateur, qui est le même que le serpent maléfique, sera retranché du monde ; car le Saint, béni soit-il, le détruira, selon qu'il est écrit : J'exterminerai de la terre les esprits impurs. (Zacharie 13:2) Et lorsque le serpent maléfique aura été retranché de ce monde, la lumière de la lune ne s'obscurcira plus, et les eaux du fleuve céleste ne tariront plus, selon qu'il est écrit : La lumière de la lune sera comme la lumière du soleil, et la lumière du soleil sera sept fois plus grande, comme la lumière de sept jours. (Ésaïe 30:26) »

— ”Zohar”

Dans la Kabbale, les Sefirot divines sont le sceau de l’imitatio dei que l’être humain doit poursuivre tout au long de son existence :

« Comprends le sens, mon fils. Préserve-le par la création d’un monde de joie. Joie qui fera que ton cœur modulera compréhension et joie. Alors un grand plaisir les transformera en une épée tournante multidirectionnelle flamboyante prête à combattre les agresseurs. Car les chimères et les pensées déconnectées qui surgissent du mental, sous l’impulsion du Yetzer hara, sont les premières à surgir des dispersions mentales. Elles t’entourent comme des coupe-gorges. Elles « obscurcissent » le Daat (« connaissance ») des gens modestes à cause de l’erreur d’Adam et Eve. En fait, Adam n’a qu’une solution : retourner manger le fruit produit par l’Arbre appelé « Vie » et qui l’anime éternellement. Car la « vie » [החיים] est la « Sagesse » (Chokmah [חכמה]) »

— Abraham Aboulafia
Le venin du serpent, dont par exemple Moïse en tant que premier et Aaron seulement avec l’initiation comme grand prêtre (« Kohen Gadol ») furent purifiés et libérés, a ainsi contaminé toute l’humanité ainsi que certains animaux : il constitue le paradigme de tout péché et de toute punition divine sévère mais est en même temps intrinsèque aux êtres… bien que le Tikkun olam soit le seul moyen de remédier aux manquements et aux déficiences résultant du péché originel.
La Kabbale s’exprime également de cette manière dans la théologie eschatologique juive : le serpent contre Adam et Ève représente aussi Amalek, vaincu seulement dans la réalisation messianique.

### “Les Mitzvot contre le Yetzer hara”
« ”Chaque Juif a une part pour le monde futur…” : l’idée d’accomplir une Mitzvah impacte les Royaumes Supérieurs, elle enveloppe une personne d’une lumière environnante, l’excitant, l’aidant à l’accomplir. Une fois accomplie, la lumière de la Mitzvah s’en va et devient sa future récompense dans le Jardin d’Éden. De même, l’acte de péché entoure une personne de forces maléfiques qui, une fois accomplies, approfondissent son expérience future de la Géhinom. L’accomplissement d’une Mitzvah sauve une personne du péché en l’enveloppant de Sainteté et en empêchant le Yetzer hara de prendre le contrôle. La repentance est grande car elle transforme les péchés en mérites. Le Yetzer hara ne veut pas qu’une personne l’écoute, mais plutôt qu’elle le surmonte. Dieu crée constamment Tout – le Yetzer hara aussi – qui existe parce qu’il puise sa racine dans la Sainteté ; il se manifeste simplement de manière mauvaise dans ce monde. La repentance annule son impact. C'est le sens d'une Mitzvah/péché entraînant la récompense d'une autre Mitzvah/péché (Pirkei Avot 4:2) : son impact influence positivement/négativement les racines d'une personne, facilitant ainsi le bien/mal. (G1:06:N08) Par conséquent, cette Mishna mentionne « vers » et non « dans », car les actions de ce monde contribuent elles-mêmes à la « part » d'une personne dans le monde futur. (G1:12) »

— Ruah Hayim - Pirkei Avot
L’implication dans la sainteté est évidemment un aspect spirituel de la religion juive. En tant que saint, le Juif a le devoir de considérer chaque pensée, chaque parole, chaque action et chaque geste comme déterminant son propre lien avec Dieu. C’est le rôle du Tzadik, dont l’influence dans les royaumes supérieurs serait due à son lien particulier avec Dieu. Le Tzadik est en fait totalement exempt de péché et n’est donc pas soumis au Yetzer hara:

« Sachant cela, vous surveillerez chacun de vos petits gestes. Souvenez-vous des liens par lesquels Dieu vous a unis à sa gloire ; soyez toujours humble devant Lui ; craignez-le, abandonnez-vous à sa justice, sachez accepter ses décrets ; vous aurez ainsi son consentement et votre fin, votre vie éternelle, sera pleine de félicité, comme il est écrit : “Ta bonté environne ceux qui s'abandonnent à Dieu. Soyez en Dieu dans la joie, dans l'exultation, ô justes, criez de joie, vous qui avez le cœur droit” »

— Bahya Ibn Paquda, Devoirs du Cœur

### Le Monde à Venir
« Nous sommes préparés et nous nous rapprochons de la guerre. Comme le poète l'a établi, « Réunis en ce jour de bataille et combattons contre l'obstacle » et eux, Shofar et priant, sont placés sur le front de guerre pour lutter contre Samael. Par conséquent, s’il y avait un défaut en eux, Dieu nous en préserve, alors la guerre serait perdue. Il est donc impératif pour eux de se repentir de leurs péchés »

— Haim de Volozhin
Israël ne mène pas la guerre normale de la mondanité parce qu’il est pur de tout péché et de tout mal ; Haim de Volozhin explique que Neshama élève Ruah et Ruah élève Nefesh qui est le niveau spirituel le plus bas en fait Ruah reste toujours innocent et pur, tout comme Nefesh et évidemment la Neshama. Les Juifs sont ainsi rachetés aussi dans le Monde à Venir, comme il est dit dans Pirkei Avot : « Tout Israël a une part dans le Monde à Venir » donc le combat du Juif consiste à rectifier ce Monde et à l'élever jusqu'au le Monde à Venir. Le Midrash explique que Jacob révélerait bientôt tous les secrets du Monde futur et Jacob s'est déjà racheté contre Samael ou contre Satan ; dans le Zohar, il est écrit qu'une guerre ne peut être gagnée tant que les surveillants des nations adverses ne sont pas tombés, comme ce fut le cas pour Jacob-Israël dans l'épisode de la vision prophétique de l'échelle sur laquelle les anges des autres nations montaient et descendaient:

« Nos Sages affirment que « Dieu ne venge pas une nation avant d'avoir vengé son ange gardien ». Si tel est le cas, comment l'ange gardien, Samaël, peut-il être exilé, puisque nous nous rangeons à ses côtés, soutenons sa main malgré nos nombreux péchés et l'élevons au-dessus de nous ? Il est écrit : « Tu ôteras de la terre la domination du Mal », puis « et toi, Dieu, tu régneras… » et « et les sauveurs monteront sur le mont Sion pour juger la montagne d'Ésaü », puis « et le royaume appartiendra à Dieu ». Car Jacob, notre père, est la source et l'attraction de toute sainteté, tandis qu'Ésaü, lui, est la source et l'attraction de toute impureté. Le Zohar écrit, à propos du verset « Il reste encore beaucoup de temps dans la journée », que Samaël est qualifié de « jour de trouble et de piétinement ». Si nous le rendons plus grand et augmentons son pouvoir sur nous par nos nombreux péchés… Dieu devrait nous sauver! Le Collectif d'Israël demande ensuite : « Reviens-nous, Dieu notre Rédempteur », ce qui signifie que néanmoins, Toi, tu nous sauves et nous aides à nous repentir complètement. Il conclut en disant : « Renouvelle les jours comme ils étaient auparavant », comme ils l'étaient avec Adam. Cela signifie que, tout comme Dieu a donné une ouverture pour se repentir, la demande est également qu'Il nous aide également à nous repentir complètement afin d'être rachetés. Amen, que telle soit Sa volonté »

— Haim de Volozhin

## Pentateuque
Parasha Re'eh:

« Voyez, je mets devant vous aujourd'hui la bénédiction et la malédiction... voici, je mets devant vous la vie et la mort, le bien et le mal... mais vous choisirez la vie »

La Torah laisse entendre que l'être humain peut vraiment choisir quelque chose au-delà des facultés terrestres, quelque chose de spirituel qui atteint le point de s'unir définitivement à Dieu ; dans le Pentateuque, c'est-à-dire dans la Torah, la foi et la dévotion acquièrent une valeur mystique dans son sens le plus profond : on peut adhérer à la volonté de Dieu Tout-Puissant avec une intention et cela va au-delà de l'intention commune de communion avec Dieu pendant la prière, dans le judaïsme constitué par la Kavanah et la Devekut. Le Brit (« pacte ») est pour le Juif plus qu'un simple serment, c'est un véritable mariage, dont la Torah est le contrat de mariage, comme mentionné. De plus, l'union avec Dieu permet aussi de se considérer comme un collaborateur avec Lui dans la Création, par exemple avec le Shabbat et avec le Kiddouch, comme mentionné : « soyez saints... car je suis Saint ».

## Note
1. ↑  www.rabbini.it - Scintille
2. ↑  Coré contre Moïse: 
« Nombres 16:1 indique que Coré, qui organisa une rébellion funeste contre Moïse, déclencha la rébellion en « prenant », mais l'objet de ce verbe, ce qu'il prit, n'est pas mentionné. Cette obscurité a suscité une multitude de spéculations très diverses. Onkelos a choisi de paraphraser l'action par « il se sépara », faisant du verbe un pronom réfléchi se référant à Koré qui se prit. Cette interprétation n'est pas unique. Elle est donnée en Job 15:12, Genèse 14:15 et Exode 14:10. Si la version targumique est un peu moins obscure, elle n'est néanmoins pas entièrement claire. La question demeure : séparé de quoi ? La « séparation » pourrait être physique ou une inclination. Il est impossible de déterminer exactement l'intention de notre targumiste. Néanmoins, Na'hmanide affirme qu'Onkelos reflète l'idée contenue dans le Midrash Tan'houma ultérieur ; Coré se retira d'un côté pour se séparer des autres Israélites afin de pouvoir discuter avec Moïse au sujet du sacerdoce que Moïse venait de conférer à Aaron et à ses fils »
 (en) Israel Drazin. “Nachmanides. An Unusual Thinker” Gefen Publishing House 2018  (ISBN 978-965-229-887-4) (p 198)
3. ↑  ”On l'appelait seulement Tafteh/tentation dans un sens général, dans le sens où tous ceux qui seront tentés par leur Yetzer hara de quelque manière que ce soit, y tomberont” (Haim de Volozhin)
4. ↑  « 10 faits à savoir sur la guerre et le judaïsme… 9. Nous sommes en guerre contre notre mauvais penchant » (www.chabad.org - Lubavitch)
5. ↑  « Bar Mitzvah » (www.chabad.org - Lubavitch Chabad)
6. ↑  « Nefesh HaBahamis (Ame Animale) Nefesh HoElokis (Ame Divine) » (www.chabad.org - Loubavitch)
7. ↑  Une partie de « l’âme animale » est devenue divine avec la Techouva, avec Torah et Mitzvot pour l'amour, la joie et le bien : tel est le mérite de la Kedushah dans la vie du peuple juif
8. ↑  Martin Buber, I racconti dei Hassidim
9. ↑  « Penchant-mauvais-contre-l-ame-animale » (www.chabad.org - Lubavitch Chabad)
10. ↑  “Soul Elokit and Soul Behamit” (www.chabad.org)
11. ↑  Midrash: Eiha Rabba 5:21
12. ↑  “ La Torah, Dieu et Israël ne font qu’un ?” (Torah-Box.com)